# 新井正人
新井 正人（あらい まさひと、1958年3月25日 - ）は、日本のシンガーソングライター。コーラス・グループ『パル』及び、ソロバンド『ブランニュー・オメガトライブ』の元メンバー。JASRACメンバー。

## 来歴
- 1977年　ダイアリー（グループ）のボーカルとしてプロデビュー。
- 1978年　第一プロに所属
- 1979年　サウンドグループパルに2代目リードボーカルとして加入。 加入後にリリースされた「夜明けのマイウェイ」が日本テレビ系連続ドラマ『ちょっとマイウェイ』に主題歌として起用される[注 1]。
- 1982年  NHKアニメ『太陽の子エステバン』のオープニングテーマ「冒険者たち」、エンディングテーマ「いつかどこかであなたに会った」をパルが担当するが同年解散。
- 1986年　アニメ「機動戦士ガンダムΖΖ」主題歌『アニメじゃない -夢を忘れた古い地球人よ-』『時代が泣いている』を担当。
- 1987年 「MASAHITO ARAI with センチメンタル・シティ・ロマンス」としてソロデビュー。
- 1993年　ブランニュー・オメガトライブのボーカルとして再デビュー。
- 現在は主に作曲家として活動している。また、近年ではガンダム関連の音楽イベントや、スーパーロボット魂ライブなど、アニメソングのライブイベントにも出演している。

## 作品

### シングル
| #                                 | 発売日                            | タイトル                                | B面                               | 規格                              | 規格品番                          |
| キングレコード / スターチャイルド | キングレコード / スターチャイルド | キングレコード / スターチャイルド       | キングレコード / スターチャイルド | キングレコード / スターチャイルド | キングレコード / スターチャイルド |
| --------------------------------- | --------------------------------- | --------------------------------------- | --------------------------------- | --------------------------------- | --------------------------------- |
| 1st                               | 1986年2月21日                     | アニメじゃない -夢を忘れた古い地球人よ- | 時代が泣いている                  | EP                                | K07S-10088                        |
| ハミングバード                    |                                   |                                         |                                   |                                   |                                   |
| 2nd                               | 1987年9月23日                     | 君は今…                                 | ラブレア                          | EP                                | 7HB-2014                          |
| 3rd                               | 1988年3月21日                     | 素敵にテイスティ                        | ラザニアの悪女                    | EP                                | 7HB-2017                          |
| 3rd                               | 1988年3月21日                     | 素敵にテイスティ                        | ラザニアの悪女                    | 8cmCD                             | 10HD-2002                         |
| 4th                               | 1988年9月21日                     | HIS                                     | とまどい                          | EP                                | 7HB-2018                          |
| 4th                               | 1988年9月21日                     | HIS                                     | とまどい                          | 8cmCD                             | 10HD-2018                         |
| 5th                               | 1989年2月1日                      | Lonely Girl                             | 悲しすぎるほどに                  | EP                                | 7HB-2024                          |
| 5th                               | 1989年2月1日                      | Lonely Girl                             | 悲しすぎるほどに                  | 8cmCD                             | 10HD-2024                         |
| 6th                               | 1989年5月21日                     | ナイトミラージュ                        | Those Were The Days               | EP                                | 7HB-2026                          |
| 6th                               | 1989年5月21日                     | ナイトミラージュ                        | Those Were The Days               | 8cmCD                             | 10HD-2026                         |
| 7th                               | 1989年9月21日                     | 12時すぎのシンデレラ                    | LOVE (English Version)            | EP (プロモーション盤)             | HPS-4                             |
| 7th                               | 1989年9月21日                     | 12時すぎのシンデレラ                    | LOVE (English Version)            | 8cmCD                             | 10HD-2030                         |

### アルバム

#### オリジナル・アルバム
|                | 発売日         | タイトル        | 規格           | 規格品番       |                |
| ハミングバード | ハミングバード | ハミングバード  | ハミングバード | ハミングバード | ハミングバード |
| -------------- | -------------- | --------------- | -------------- | -------------- | -------------- |
| 1st            | 1987年10月21日 | MASAHITO ARAI   | LP             | 28HB-7008      |                |
| 1st            | 1987年10月21日 | MASAHITO ARAI   | CD             | 32HD-7008      |                |
| 1st            | 2015年4月22日  | MASAHITO ARAI+1 | CD             | RATCD-4392     |                |
| 2nd            | 1988年9月21日  | FUZZY           | LP             | 28HB-7010      |                |
| 2nd            | 1988年9月21日  | FUZZY           | CD             | 32HD-7010      |                |
| 2nd            | 2015年4月22日  | FUZZY+1         | CD             | RATCD-4393     |                |
| 3rd            | 1989年5月21日  | NECESSARY       | CD             | 32HD-7022      |                |
| 3rd            | 2015年4月22日  | NECESSARY+2     | CD             | RATCD-4394     |                |

### タイアップ
| 曲名                                    | タイアップ                                                                                               | 収録作品                                            |
| --------------------------------------- | --- | --------------------------------------------------- |
| アニメじゃない -夢を忘れた古い地球人よ- | 名古屋テレビ・テレビ朝日系テレビアニメ『機動戦士ガンダムΖΖ』オープニングテーマ                           | シングル「アニメじゃない -夢を忘れた古い地球人よ-」 |
| アニメじゃない -夢を忘れた古い地球人よ- | ニンテンドー ゲームキューブ/PlayStation 2用ゲームソフト『機動戦士ガンダム ガンダムvs.Ζガンダム』CMソング | シングル「アニメじゃない -夢を忘れた古い地球人よ-」 |
| 時代が泣いている                        | 名古屋テレビ・テレビ朝日系テレビアニメ『機動戦士ガンダムΖΖ』エンディングテーマ                           | シングル「アニメじゃない -夢を忘れた古い地球人よ-」 |
| 素敵にテイスティ                        | '88大丸イメージソング                                                                                    | シングル「素敵にテイスティ」                        |
| 素敵にテイスティ                        | テレビ朝日系ドラマ『別れてもダメな人』オープニングテーマ                                                 | シングル「素敵にテイスティ」                        |
| HIS                                     | ロッテ アーモンド プラリーネ チョコレートCFソング                                                        | シングル「HIS」                                     |
| Lonely Girl                             | ブティックジョイCFイメージソング                                                                         | シングル「Lonely Girl」                             |

## 楽曲提供

### 作曲
- 麻生澪「愛が急いでる」、「キスを脱いで」
- ELIKA「THANK YOU FOR YOUR HEART」
- 須藤薫「NOSE GAY」、「春の陽射し」、「ふたりのシルエット」
- 日浦孝則「WITH YOU」
- 前川清「永遠」
- MIQ「テラアマータ〜愛する大地〜」
- 三田村邦彦「東京ホームシックガール」
- 山形ユキオ「GALAXY DIVINE WIND」